# Narathura saturatior
Narathura saturatior är en fjärilsart som beskrevs av Otto Staudinger 1889. Narathura saturatior ingår i släktet Narathura och familjen juvelvingar. Inga underarter finns listade i Catalogue of Life.